# Bomba guiada

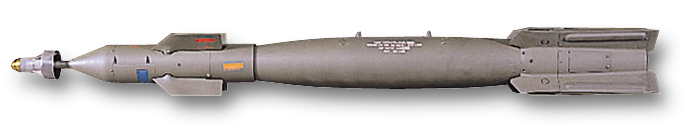
Las bombas inteligentes cuentan con pequeños alerones para maniobrar durante la caída. En la foto, una GBU-12, guiada por láser.

Una bomba guiada, también conocida como bomba inteligente, es un tipo de bomba y, por tanto, de caída libre, pero con una serie de ingenios para aprovechar su energía cinética y poder maniobrar durante su caída hasta alcanzar el objetivo marcado.

## Historia

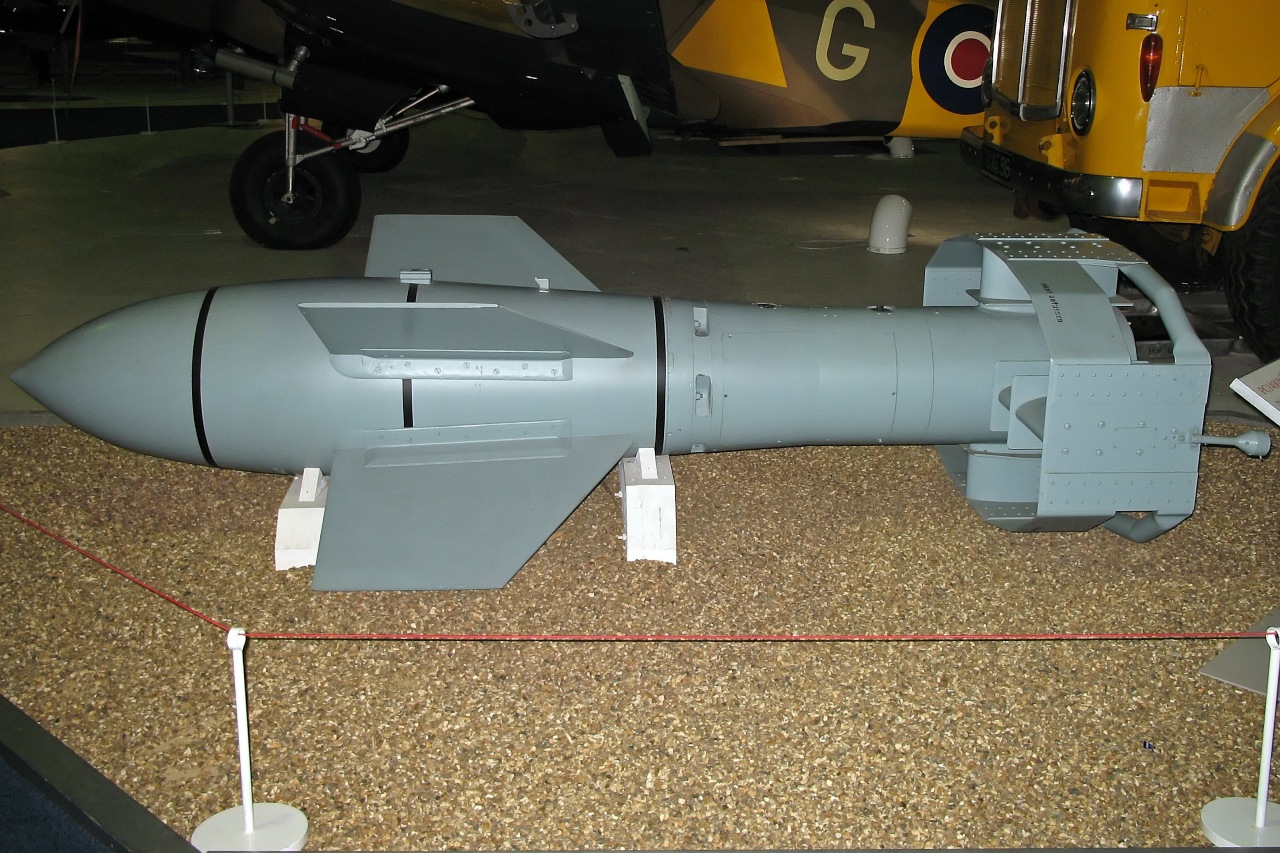
Fritz X, una bomba radiocontrolada creada por los alemanes durante la Segunda Guerra Mundial.

La utilidad de los aviones para machacar el frente o la retaguardia enemiga se vio casi al mismo tiempo que pudieron fabricarse aparatos lo bastante grandes como para transportar bombas. De este modo en la Primera Guerra Mundial los copilotos lanzaban las bombas a mano desde su puesto. Como es lógico la precisión de estos bombardeos era muy escasa y para aumentarla los pilotos debían descender mucho, con el riesgo de estrellarse por el menor margen de maniobra o ser alcanzados por disparos.
Para prevenir esto se desarrollaron varios mecanismos y máquinas que indicaran el momento y lugar preciso para acertar en el bombardeo. No obstante todos estos sistemas se mostraron demasiado imprecisos como para poder destruir objetivos determinados, como puentes. Así en la Operación Rolling Thunder se lanzaron miles de bombas de todos los tipos contra instalaciones militares, de comunicaciones e industriales; pero lograban destruir un dólar por cada nueve gastados en bombas; además de producir un enorme número de bajas civiles, las llamadas daños colaterales que causaron gran conmoción en la sociedad estadounidense y mundial (fue una de las causas por las que Lyndon Johnson no se presentó a la reelección). Estas dos consecuencias de las bombas tontas forzaron a la búsqueda de formas más exactas para designar, guiar y dirigir los ingenios destructivos.
A principios de los años 1970 las Fuerzas Armadas de los Estados Unidos ya contaban con bombas con distintos tipos de guiados y obtuvieron resultados que no habían conseguido nunca con decenas o cientos de salidas. Posteriormente fueron profusamente utilizadas, y mostradas, durante la Guerra del Golfo, pese a mostrar un porcentaje de error de un 20 % o incluso más.[cita requerida] A mediados de los 90 del siglo XX también se utilizaron en las campañas sobre los Balcanes, pero también con un índice bastante alto de fallos.

## Tipos

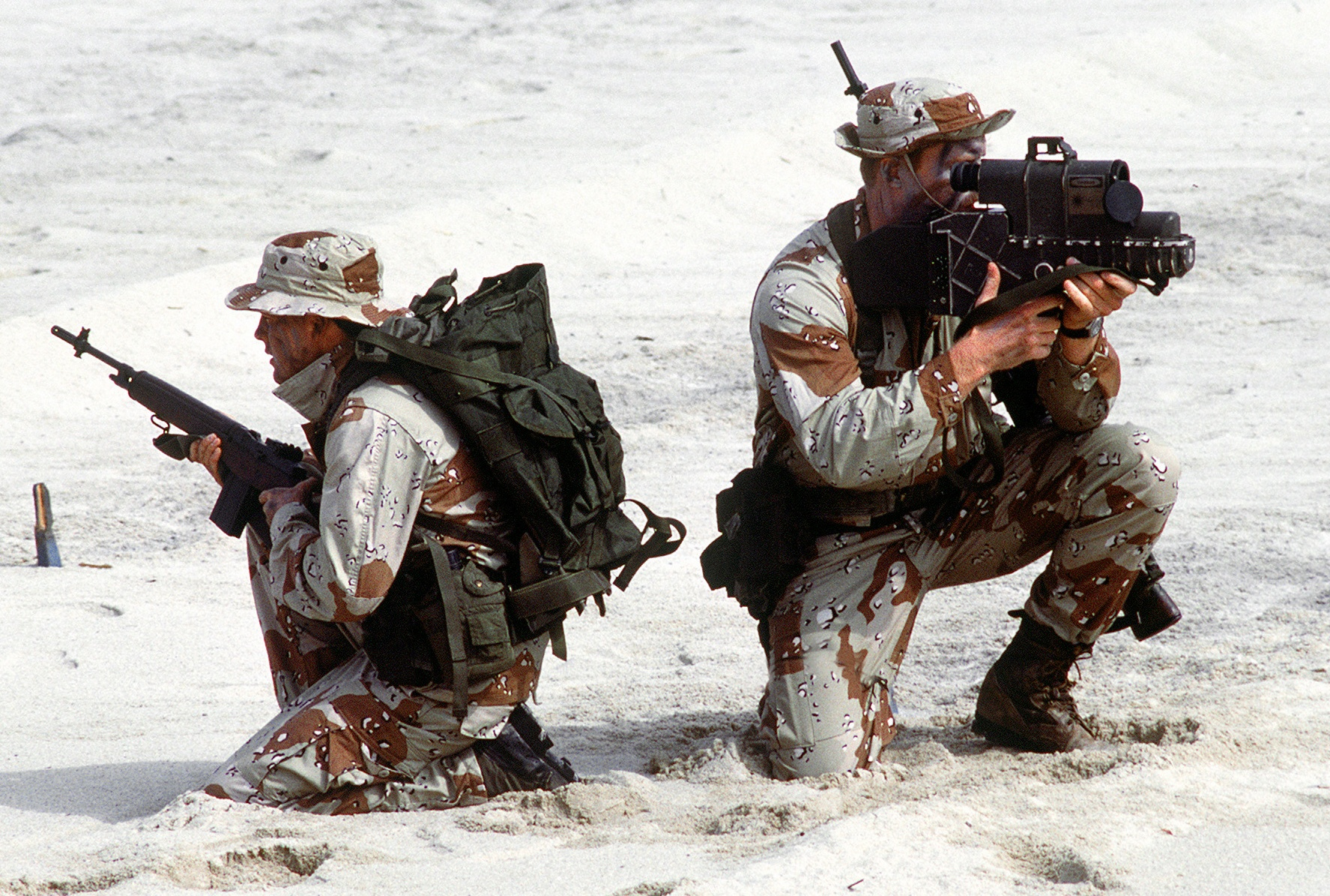
Un SEAL ilumina un blanco con su designador láser para guiar a una bomba inteligente.

Más que tipos de bombas se debería hablar de sistemas de guiado porque las bombas suelen aceptar en su interior más de un tipo de carga explosiva, química o bacteriológica. Entre los principales están:
- Bombas guiadas por televisión: llevan una cámara instalada en el ingenio que identifica el blanco y mueve los alerones del ingenio para maniobrar hasta impactar en él. Ya fueron utilizadas en la guerra de Vietnam con gran éxito sobre puentes y líneas férreas.[1] También aportaron algunas de las imágenes de mayor difusión de las obtenidos durante los bombardeos contra Irak en la Guerra del Golfo.
- Bombas guiadas por láser: el sistema lanzador lleva un emisor de láser que señala el blanco o bien el objetivo es iluminado (señalado) desde tierra u otra plataforma distinta (otro avión, por ejemplo). La bomba es capaz de identificar la señal del reflejo del láser en el blanco y dirigirse a él. Como en el caso anterior fueron utilizadas sobre Vietnam del Norte en 1972 para destruir blancos que habían logrado resistir anteriores bombardeos.[2] Muchas veces estas bombas requieren que un equipo en tierra localice el blanco y utilice un láser para marcarlo, es una de las misiones de las unidades de operaciones especiales.
- Bombas guiadas por satélite: utilizando sistemas como el GPS sin el error añadido las bombas son guiadas por la localización combinada que ofrecen tres o más satélites.